# INSM1
La proteína 1 asociada a insulinoma es una proteína que en humanos está codificada por el gen INSM1.

## Función
El gen 1 asociado a insulinoma (INSM1) no tiene intrones y codifica una proteína que contiene un dominio de unión al ADN con dedos de zinc y un dominio prohormonal putativo. Este gen es un marcador sensible para la diferenciación neuroendocrina de los tumores pulmonares humanos.

## Interacciones
Se ha demostrado que INSM1 interactúa con SORBS1.